# Hilaire Belloc
Hilaire Joseph Pierre Belloc (ur. 27 lipca 1870 w La Celle koło Paryża, zm. 16 lipca 1953 w Guildford) – pisarz angielski pochodzenia francuskiego, przedstawiciel nurtu katolickiego w literaturze angielskiej. Młodszy brat pisarki Marie Belloc Lowndes.

## Życiorys
Jego matka Elżbieta Rayner Parkes (1829-1925) była pisarką i prawnuczką angielskiego chemika Josepha Priestleya. W 1867 roku wyszła za mąż za prawnika Louisa Belloca, syna francuskiego malarza Jean Hilaire'a Belloca. W 1872 roku, pięć lat po ich ślubie, Louis zmarł. Wdowa z dziećmi powróciła do Anglii.
Po zdobyciu wykształcenia w szkole Johna Henry’ego Newmana w Edgbaston, Birmingham, Belloc odbył służbę wojskową jako obywatel francuski, w pułku artylerii w pobliżu Toul w 1891 roku. Po służbie wojskowej Belloc przystąpił do Balliol College w Oksfordzie, jako stypendysta historii. Po uzyskaniu dyplomu z wyróżnieniem w historii, nigdy nie stracił miłości do Balliol, co ilustruje jego wiersz, "Balliol mnie, Balliol karmiła mnie / Cokolwiek nie dała mi jeszcze raz".
W 1896 roku ożenił się z Elodie Hogan, rodowitą Amerykanką. W 1902 naturalizował się w Wielkiej Brytanii. W 1906 roku kupił ziemię i dom o nazwie King’s Land w Shipley, West Sussex, gdzie zamieszkał z rodziną. Elodie i Belloc mieli pięcioro dzieci. Elodie zmarła w 1914 w wyniku powikłań z grypy. Belloc nosił po niej żałobę do końca życia, zachowując jej pokój dokładnie takim, jakim go zostawiła, umierając. W latach 1906–1910 poeta był członkiem brytyjskiego parlamentu.
Jego syn Ludwik został zamordowany w 1918 roku podczas służby w Royal Flying Corps w północnej Francji. Belloc umieścił tablicę pamiątkową w katedrze, w niedalekim Cambrai. Znajduje się w tej samej części katedry, co słynna ikona Matki Bożej z Cambrai.
Belloc doznał udaru mózgu w 1941 roku i nigdy już nie odzyskał pełni sił. Zmarł w dniu 16 lipca 1953 w Guildford, Surrey, w wyniku upadku jakiego doznał na terenie swojej posiadłości. Pochowany został w Sanktuarium Matki Bożej Pocieszenia w West Grinstead, gdzie regularnie chodził na nabożeństwa. Ceremonię pogrzebową sprawował ks. Ronald Knox.

## Poglądy
Z wykształcenia był historykiem. Zaprzyjaźniony był z Gilbertem Chestertonem, z którym wspólnie publikował i występował przeciwko m.in. George’owi Bernardowi Shawowi i Herbertowi Wellsowi. Najprawdopodobniej przyczynił się do konwersji Chestertona na katolicyzm. Jego poglądy były uznawane za kontrowersyjne. On jednak nic sobie nie robił z opinii innych. Był krytycznie nastawiony do idei zarówno kapitalistycznych, jak i socjalistycznych, odrodzenie współczesnego mu społeczeństwa widział w powrocie do katolicyzmu i myśli średniowiecznej. Był jednym z twórców dystrybucjonizmu.

## Twórczość
Belloc był autorem 153 książek, m.in. szkiców podróżniczych (The Path to Rome, 1902, powieść autobiograficzna), powieści politycznych (Emmanuel Burden, 1904; A Change in the Cabinet, 1909).
Do pism historyczno-politycznych o kierunku nacjonalistyczno-katolickim: „A General Sketch of the European War” (1915—16, 2 cz.), „Europe and the Faith” (1920), „The Jews” (1922), „How the Reformation Happened” (1928), „A History of England” (1925 n., 5 t.), 
Belloc był autorem książek biograficznych: Dantona, RobesPierre’a, Napoleona (1932), Cromwella (1931), „Joan of Arc” (1929), „Survivals and New Arrivals” (1929), „Wolsey” (1930), „Richelieu” (1930), „Cranmer” (1931), „The Post-Master General” (1932), „Charles the First” (1933).
Do jego poezji należą: „The Bad Child's Book of Beasts” (1896), „Collected Poems” (1924). Był autorem satyr: (np. „The Mercy of Allah”, 1922). Wyrazem jego katolickiego światopoglądu jest Ballada do Matki Boskiej Częstochowskiej, przełożona na język polski przez Jerzego Pietrkiewicza. Jego najpopularniejszym wierszem jest zapewne Tarantella, napisana dla Mirandy Mackintosh. Pisał również poezje i utwory dla dzieci. Studia o nim: Władysław Tarnawski „Z Anglii współczesnej” (1926).
Papież Pius XI odznaczył Belloca Krzyżem Wielkim Orderu Świętego Grzegorza Wielkiego w uznaniu jego zasług dla katolicyzmu.